# Brassac (Ariège)
Brassac település Franciaországban, Ariège megyében. Lakosainak száma 621 fő (2022. január 1.). Brassac Bénac, Le Bosc, Burret, Ganac, Saint-Pierre-de-Rivière, Saurat és Serres-sur-Arget községekkel határos.

## Népesség
A település népessége az elmúlt években az alábbi módon változott:
| Lakosok száma | 408  | 530  | 555  | 599  | 642  | 642  | 632  | 620  | 622  | 621  |
|               | 1968 | 1982 | 1990 | 2006 | 2013 | 2015 | 2017 | 2019 | 2020 | 2022 |